# Производственная демократия
Произво́дственная демокра́тия — механизм прямого или косвенного участия трудового коллектива в процессе управления предприятием. Представляет собой способ реализации прав каждого участника трудового процесса посредством формирования и активной деятельности организованных групп интересов, формулирующих и выражающих интересы работника предприятия в пределах системы, участником которой он является во время трудового процесса.
Производственная демократия предполагает, что каждый член трудового коллектива промышленной или другой организации осуществляет активное участие в жизни этой организации: получает исчерпывающую информацию о деятельности этой организации, принимает участие в принятии решений на всех уровнях управленческой иерархии, начиная с уровня его рабочего процесса, мер по охране здоровья и техники безопасности и кончая уровнем, где формируется общая политика организации.
В настоящее время существуют четыре основные формы производственной демократии:
- коллективный договор, заключаемый между профсоюзом и владельцем предприятия. Является главной формой производственной демократии в США, Канаде, Японии, Великобритании.
- участие трудящихся в управлении предприятием через непрофсоюзные органы рабочего представительства и выборы представителей в советы директоров компаний. Преобладает в континентальных странах Западной Европы;
- непосредственное участие работников в управлении предприятием на уровне своего рабочего места: бригадная организация труда, кружки качества, программы повышения качества трудовой жизни;
- финансовая форма производственной демократии — предоставление трудящимся материальных выгод от развития производства: участие в прибылях, доходах и владение акциями предприятия.

## История
Анархист и мыслитель Пьер-Жозеф Прудон использовал термин «промышленная демократия» в 1850-х годах, чтобы описать видение демократии на рабочем месте, которое он впервые сформулировал в 1840-х годах в книге «Что такое собственность? Или расследование принципа права и власти» (руководство «должно быть выбрано из числа рабочих самими рабочими и должно соответствовать условиям права на участие»). Он повторил этот призыв в более поздних работах, например: «Общая идея революции». 
В ЕС отношения индустриальной демократии следует фундаментальным идеям относительно важности коллективных переговоров и консультаций (в США и других странах часто делается акцент на государстве или рынке). Тем не менее, концепция индустриальной демократии в ЕС достаточно сложна. Пару десятилетий назад индустриальная демократия ЕС была основана на нормативных идеях и политических аргументах, которые были связаны с созданием и применением концепции «демократической социальной экономики».